# Henry Willink
Henry Urmston Willink, 1er baronnet, (7 mars 1894-20 juillet 1973) est un homme politique et fonctionnaire britannique. Député conservateur de 1940 à 1948, il est ministre de la Santé de 1943 à 1945. Au cours de son mandat, il est nommé commissaire spécial pour les sans-abri par le Blitz de Londres et participe à la production du rapport Beveridge.

## Jeunesse et service en temps de guerre
Willink est né à Liverpool. Il fait ses études en tant que King's Scholar au Collège d'Eton, où il remporte la bourse de Newcastle en 1912, et au Trinity College de Cambridge. Avant de pouvoir obtenir son diplôme de Cambridge, il se porte volontaire pour servir dans la Royal Field Artillery pendant la Première Guerre mondiale. À l'âge de 22 ans seulement, Willink commande une batterie lors de la bataille de la Somme en 1916. Il reçoit la Croix militaire et la Croix de Guerre. Après-guerre, il est appelé à la barre par le Inner Temple en 1920, et nommé Conseiller de la reine en 1935, devenant Bencher en 1942.

## Carrière politique
Willink est élu député de Croydon North lors d'une élection partielle en temps de guerre le 19 juin 1940. Il n'y a qu'un seul autre candidat, un indépendant, qui reçoit très peu de voix. En 1940, il est nommé commissaire spécial pour les sans-abri à Londres.
Willink est nommé conseiller privé en 1943, l'année où il devient ministre de la Santé, rôle qu'il occupe jusqu'à ce que les conservateurs perdent les élections générales de 1945. Willink, avec John Hawton, est responsable du Livre blanc de 1944, à la suite du rapport Beveridge, intitulé A National Health Service, il propose la création d'un système de santé universel et complet, gratuit et accessible à tous les citoyens indépendamment des moyens.
Lorsque le parti travailliste arrive au pouvoir en 1945, il présente son propre plan de préférence à celui de Willink, qu'il a soutenu. La principale différence est que le plan de Willink parle d'un service «organisé publiquement» plutôt que d'un service «fourni publiquement», et le plan travailliste amène les hôpitaux à devenir la pleine propriété nationale. Bevan, cependant, fait des concessions aux médecins généralistes.
Willink conserve son siège aux Élections générales britanniques de 1945 avec seulement 607 voix contre Marion Billson du Labour. Le taux de participation était faible et il y avait des rumeurs de sacs de votes de militaires restés sans nombre dans le sous-sol de la mairie. David Rees-Williams du Labour - plus tard baron Ogmore - prend l'autre siège de Croydon.
Willink démissionne du Parlement le 29 janvier 1948, et l'élection partielle qui suit est remportée avec éclat par le conservateur Fred Harris, avec une majorité de près de 12 000 voix, malgré la présence de candidats de haut niveau.

## Service public
Willink continue à occuper des postes publics. En 1948, il est nommé maître du Magdalene College, Cambridge, poste qu'il occupe jusqu'en 1966. De 1953 à 1955, il est également vice-chancelier de l'Université de Cambridge. Il préside le comité directeur menant à la formation du Royal College of General Practitioners, à partir de 1952. Willink décrit plus tard son rôle de président de ce comité directeur comme «l'un des meilleurs projets avec lesquels j'ai jamais été impliqué dans ma vie».
En 1957, Willink est président du Comité interdépartemental sur le nombre futur de médecins et les effectifs d'étudiants en médecine. Le comité conclut que trop de médecins étaient en formation et propose une réduction de 12%. On s'est vite rendu compte qu'il s'agissait d'une erreur de jugement  . De 1955 à 1971, il occupe le poste de doyen d'Arches, le principal juge ecclésiastique d'Angleterre.
Il est fait baronnet, de la Dingle Bank dans la ville de Liverpool, en 1957, et reçoit un LLD honorifique par l'Université de Melbourne en 1955. Ses papiers sont conservés au Churchill College, Cambridge.